# 駐日パラグアイ大使館

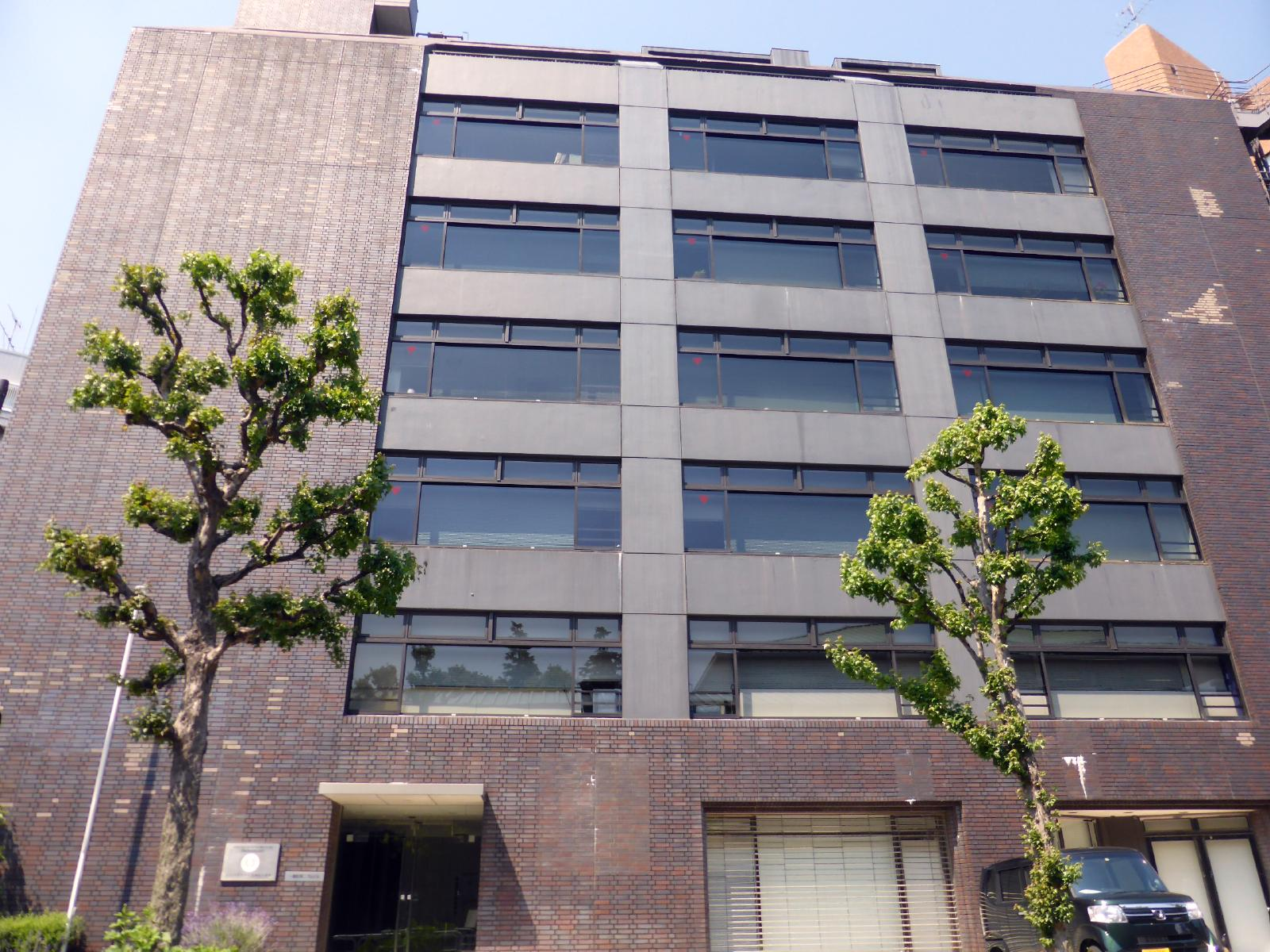
パラグアイ大使館が入居するビル

駐日パラグアイ大使館（スペイン語: Embajada de Paraguay en Japón、英語: Embassy of Paraguay in Japan）は、パラグアイが日本の首都東京に設置している大使館である。在東京パラグアイ大使館（スペイン語: Embajada de Paraguay en Tokio、英語: Embassy of Paraguay in Tokyo）とも呼ばれる。
1922年、パラグアイ初の駐日公館として在東京パラグアイ領事館が設置される。ただし、東京に大使館が置かれてパラグアイの大使が初めて就任したのは、第二次世界大戦が終結してサンフランシスコ平和条約が発効した後の1956年である。
また、駐日パラグアイ大使館はベトナム、香港、マカオ、ブルネイ、ラオスを兼轄している。

## 所在地
| 日本語     | 〒102-0082 東京都千代田区一番町2-2一番町第2TGビル7階                     |
| スペイン語 | Ichibancho TG Bldg. No. 2 7F, 2-2 Ichibancho, Chiyoda-ku, Tokio 102-0082 |
| 英語       | Ichibancho TG Bldg. No. 2 7F, 2-2 Ichibancho, Chiyoda-ku, Tokyo 102-0082 |

## アクセス
- 東京メトロ半蔵門線半蔵門駅5番出口

## 大使
2024年10月10日より、マリオ・マサユキ・トヨトシが特命全権大使を務めている。
歴代大使のうち3名が日系パラグアイ人で、8代目のイサオ・タオカ大使（田岡 功、在任: 2004年～2009年）および9代目のナオユキ・トヨトシ大使（豊歳 直之、在任: 2009年～2017年）が日本生まれの日系パラグアイ人一世、11代目のマリオ・マサユキ・トヨトシ大使（在任: 2024年～）が日系パラグアイ人二世である。